# Biblioteca Joan Oliva i Milà
La Biblioteca Joan Oliva i Milà es una biblioteca pública que actualmente está integrada en la Red de Bibliotecas Municipales de la Diputación de Barcelona. Está situada en un edificio de 1.635 m² distribuidos en tres plantas en el municipio de Villanueva y Geltrú. Se inauguró el 23 de marzo de 1995, en el mismo edificio que antes ocupaba la antigua Biblioteca Víctor Balaguer. Desde 1995 lleva el nombre de Joan Oliva i Milà (1858-1911), editor, bibliotecario de la Biblioteca-Museo Víctor Balaguer y fundador de la imprenta Oliva de Villanueva.

## Historia
Antes de convertirse en biblioteca pública el edificio se creó para otras funciones.

### Como sede del Centro Artesano
En abril de 1866 el comerciante y propietario Salvador Raldiris i Carbó (1816-1884) hizo construir un edificio de nueva planta en el número 13 de la Plaza de la Vila como sede del nuevo Centro Artesano. Se abrió al público el 15 de febrero del año siguiente (1867) y cerraría sus puertas el verano de 1908.
El Centro Artesano fue una de las tres sociedades de recreo de Villanueva (junto con el Casino Artesano y el Círculo Villanovés) en un momento de fuerte empuje local de las sociedades de este tipo. Fue apodado con el nombre de "el Portugal" porque fue el lugar donde se exilió el General Joan Prim cuando fracasó en su intento de revuelta en enero de 1866. El Centro Artesano acogió a todos aquellos partidarios del General Prim y disidentes del Casino Artesano. El primer vicepresidente de la sociedad fue Pere Màrtir Pollés Fabré.
El local tenía un gran salón de fiestas decorado con pinturas de los pintores decoradores Sugranyes, padre (Josep Sugranyes Cuscó) e hijo (Josep Sugranyes Florit, 1842-1910).

### Como sede del Centro Federalista y Cooperativa Regeneradora
A principios de 1911 se instaló el Centro Federalista y la Cooperativa Regeneradora.

### Durante la postguerra
Durante los años de la postguerra fue residencia del Frente de Juventudes.

### Biblioteca pública durante el Franquismo
Debido al crecimiento del fondo bibliográfico de la Biblioteca-Museo Víctor Balaguer, en 1957 el Ayuntamiento de Villanueva y Geltrú consiguió acceder a la titularidad legal del edificio y comenzó las obras para transformarlo en biblioteca pública y en otras dependencias de carácter cultural. El proyecto, dentro del Plan general de ordenación urbana fue redactado por el arquitecto Josep Maria Pericas Soler (1921-1982) y el edificio finalmente se inauguró el 20 de junio de 1965, coincidiendo con el Día de la Provincia. El Ministro de Gobernación, Camilo Alonso Vega, junto con otras autoridades, inauguraron las instalaciones de la nueva Biblioteca Víctor Balaguer. Por este motivo también se inauguró una exposición de obras de pintores de la comarca.
La biblioteca Víctor Balaguer se creó como un anexo para dar cabida a parte del fondo más reciente de la Biblioteca-Museo Víctor Balaguer. La sala de lectura sólo ocupaba la planta baja del edificio. La primera planta era una sala de exposiciones y aulas seminario, mientras que la segunda planta era una sala de actos y sala de reuniones. La tercera planta tenía un anfiteatro y era la vivienda del conserge. En la sala de actos de ofrecían conciertos de piano, recitales, etc.

### El edificio entero como biblioteca
A principios de los años 90 se hacen visibles las carencias de la biblioteca a nivel de espacio donde se mezcla el público adulto y el infantil, y el edificio sufre problemas de humedades y envejecimiento. En noviembre de 1991 el departamento de Cultura de la Generalidad de Cataluña otorga al Ayuntamiento de Villanueva y Geltrú una subvención para la ejecución de las obras de reparación de la biblioteca.
Las obras
En 1993 el Ayuntamiento de Villanueva y Geltrú encarga un proyecto de reforma y transformación del edificio bajo la responsabilidad de los arquitectos Miquel Orriols y Óscar Valverde con las aportaciones económicas de la Generalidad de Cataluña y el Ayuntamiento de Villanueva y Geltrú. Las tres plantas se dedicarán a uso exclusivo de la Biblioteca.
El proyecto, aparte de redistribuir todo el espacio interior del edificio, prevé dotar la biblioteca de servicios de fonoteca y videoteca. También modernizar el equipamiento dotándolo de sistemas informáticos que permitirán la conexión con la red de Bibliotecas de la Generalidad. En septiembre de 1993, se repara el techo del edificio. Se decide trasladar una parte importante del fondo al Castell de la Geltrú mientras duran las obras de remodelación.
La nueva biblioteca: un edificio de tres plantas
La nueva biblioteca se inauguró el 23 de marzo de 1995. La sala de actos del piso superior desaparece como tal y se convierte en sala de lectura, donde también hay una sala destinada al fondo documental de libros y material de temática local (sala de colección local). En la planta baja se sitúa el vestíbulo y la sala infantil. En el entresuelo, los almacenes y las oficinas de administración interna, y la primera planta se dedica a la fonoteca, hemeroteca y videoteca.
La fachada, catalogada dentro del conjunto urbanístico "Plaça de la Vila" se incluye en el Plan Especial y Catálogo del Patrimonio Histórico-artístico y Natural de Villanueva y Geltrú. Durante la remodelación se respeta el material, la textura y el color de la fachada, respetando así el conjunto monumental de la plaza. Se conservó también el techo de vigas de madera del piso superior y se restauraron las pinturas de los artistas Sugranyes. La entrada, que antes estaba en la calle Sant Gervasi, se abrió por los soportales de la fachada de la Plaça de la Vila.

## Fondo y Secciones
La biblioteca está dotada de un fondo documental que supera los 65.000 ítems (libros, revistas, CD de música, películas) y dispone de fondos especiales.

### Arte y Diseño
Son obras de referencia, libros, documentos multimedia y revistas de los diferentes estilos artísticos, de arquitectura, dibujo, diseño, decoración, pintura, escultura y fotografía. Está ubicado en la Sala de adultos y las revistas especializadas en la sala Fonoteca de la biblioteca.

### Centro de Documentación del parque natural del Garraf
Desde el año 2004, la biblioteca Joan Oliva i Milà incorpora en sus secciones el Centro de Documentación del parque natural del Garraf. Ubicado en la sala de adultos, es un fondo especializado en temática relacionada con el espacio, el medio ambiente y la gestión del territorio.

### Fondo documental Albert Mallofré i Milà
Es un fondo de música en discos de vinilo, CD y libros cedidos por el periodista y crítico musical vilanovino Albert Mallofré i Milà de su colección personal. Este material está depositado en la biblioteca para consultas puntuales de las personas interesadas.

### Género Negro
En la Sala de adultos de la Biblioteca se pueden encontrar novelas, biografías y libros temáticos sobre género negro y policíaco. En la Sala Fonoteca se puede encontrar material diverso como películas, cómics, información sobre actores, directores, etc. Dispone, además, de una sección en el bloc www.vilanova.cat/blog/joanoliva/ (enlace roto disponible en Internet Archive; véase el historial, la primera versión y la última). donde se trata este género.
En el año 2013 y 2014 la Biblioteca ha organizado el concurso de microrrelatos NegrOliva, un concurso de literatura para público adulto donde la temática de los relatos es de género negro.

### Racó ser pares i mares
En este espacio se encuentran todos aquellos documentos sobre la temática de la paternidad y maternidad, y desde la gestación hasta la adolescencia. También hay información para profesores, monitores de esplais, de ludotecas y otros. Todos los documentos están agrupados por temas e identificados por unas pegatinas y pictogramas en función de la temática que tratan.
Este centro de interés está situado en la Sala Infantil de la biblioteca.

## Colección local
Es un fondo especial de la Biblioteca Joan Oliva i Milà que recoge los documentos de obras de autores de Villanueva y Geltrú y aquellos que hacen referencia a la ciudad y a la comarca. Esta sección está ubicada en la Sala de adultos de la biblioteca y es una herramienta de trabajo para investigadores, estudiantes y personas interesadas en la historia y evolución de la ciudad. Se pueden encontrar documentos de conocimientos agrupados por la temática, la creación literaria de los autores locales, carteles y fotografías, los programas de Festa Major, revistas y prensa locales y comarcales,... se identifican con las siglas CL en el catálogo.

### Digitalizaciones
La biblioteca ofrece los siguientes documentos para prestar o consultar en línea.

### ColecciónCarrers de Vilanova i la Geltrú
1. Les Viles medievals.
2. De l'edat mitjana a les guerres carlines.
3. L'Eixample innovador.
4. El barri de mar.
5. L'expansió del segle XX.
6. El Molí de Vent. L'Aragai. La Collada-El Sis Camins.
7. La Piera. Solicrup. LaTerrosa.
8. Enveja. El Llimonet. Masia d'en Barreres. Masia d'en Frederic.
9. Santa Llúcia. El Prat. Fondo Somella.

### ColecciónLa Memòria del futur
1. Família i guerra
2. L'esport, història i records...
3. Sobreviure
4. El pa de cada dia
5. D'abans i d'ara: jocs, joguines i cançons
6. Fes-me'n cinc cèntims...
7. Els nostres records d'escola
8. Viatges de la memòria: entre fum i carbó
9. Vols ballar?

### ColecciónRetrats
1. Joan Oliva i Milà (corresponde al número 17 de la colección)
2. Joan Magrinyà i Sanromà
3. Eduard Toldrà i Soler
4. Joan Rius i Vila
5. Albert Virella i Bloda
6. Xavier Garcia i Soler
7. Joan Lloveras Sorni
8. Manuel de Cabanyes
9. Francesc Roig Toqués
10. Guillem Rovirosa i Albet
11. Antoni Urgellès i Granell
12. Francesc Gumà i Ferran
13. Amadeu Hurtado i Miró
14. Josep Pers i Ricart
15. Alexandre de Cabanyes
16. Francesc Xavier Lluch i Rafecas
17. Teresa Mañé i Miravet
18. Josep Antoni Serra i Alsina
19. Pau Roig i Estradé
20. Cristòfol Juandó i Rafecas
21. Leonora Milà i Romeu
22. Eduard Llanas i Jobero
23. Antoni Escofet i Pascual
24. Eduardo Jalón i Larragoiti
25. Víctor Balaguer i Cirera
26. Enric Cristòfol Ricart i Nin
27. Armand Cardona Torrandell
28. Martí Torrents i Brunet
29. Jordi Puig-La Calle i Cusí
30. Germanes Rosell, Teresa i Eulàlia
31. Francesc de Sales Vidal i Torrents
32. Francesc Macià i Llussà
33. Oscar Martí i Bruna
34. Maria Teresa Fort i Playà
35. Isaac Gálvez i López
36. Teresa Basora i Sugranyes